# Fyrhändigt piano

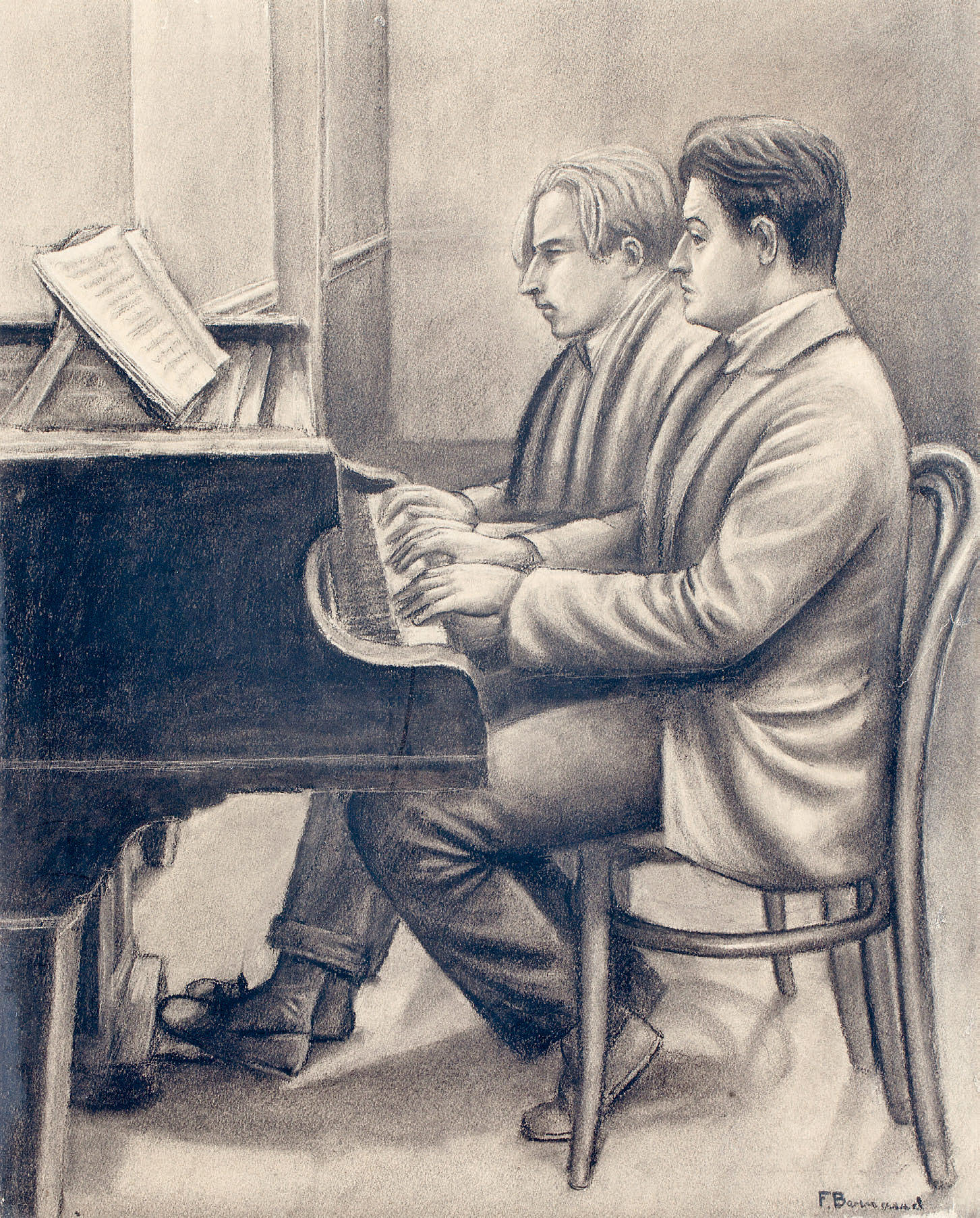
Självporträtt före 1934 av schweizaren François Barraud, där han spelar fyrhändigt tillsammans med Albert Locca.

Fyrhändigt piano, förr i Sverige kallat på franska à quatre mains, är en spelanvisning för ett musikstycke som kräver två spelare, alltså fyra händer, som spelar på samma klaverinstrument, oftast ett piano. Stycken för två pianon betecknas just ”för två pianon”.
Fyrhändigt piano är ett begrepp inom kammarmusiken. Under 1800-talet blev det vanligt med arrangemang för fyrhändigt piano. Det som arrangerades var orkestermusik, solokonserter, ouvertyrer och symfonier. På så vis kunde man spela musiken i hemmet och komma i kontakt även med större verk. Fyrhändiga verk är oftast lättare att spela än de för två händer. Många tonsättare gjorde egna bearbetningar av sina orkesterverk för fyrhändigt piano, till exempel Beethoven.
Musik för fyrhändigt piano kan också vara användbar i pianoundervisning.

## Exempel på originalmusik för fyrhändigt piano
- Wolfgang Amadeus Mozart: sonater, variationer, fantasier
- Franz Schubert: marscher (bl. a. "Marches militaires"), danser, fantasier, sonater m.m.
- Johannes Brahms: "Ungerska danser", valser, variationer
- Claude Debussy: "Petite suite", "Marche écossaise sur un thème populaire", "Six épigraphes antiques"
- Paul Hindemith: sonat
- Maurice Ravel: "Gåsmors sagor"

På motsvarande sätt finns det också pianomusik för tre, sex och i sällsynta fall åtta händer.